# 利斯河畔萨伊
利斯河畔萨伊（法語：Sailly-sur-la-Lys，法語發音：[saji syʁ la lis]）是法国上法蘭西大區加来海峡省的一个市镇，位于该省北部，属于贝蒂讷区。

## 地理
利斯河畔萨伊（50°39'28"N, 2°46'13"E）面积9.7 平方千米，位于法国上法蘭西大區加来海峡省，该省份为法国北部沿海省份，西北濒北海，南至索姆省，东临北部省。
与利斯河畔萨伊接壤的市镇（或旧市镇、城区）包括：斯滕韦克、拉旺蒂、埃尔坎盖姆利斯、埃泰尔、拉戈尔格、弗勒尔拜。
利斯河畔萨伊的时区为UTC+01:00、UTC+02:00（夏令时）。

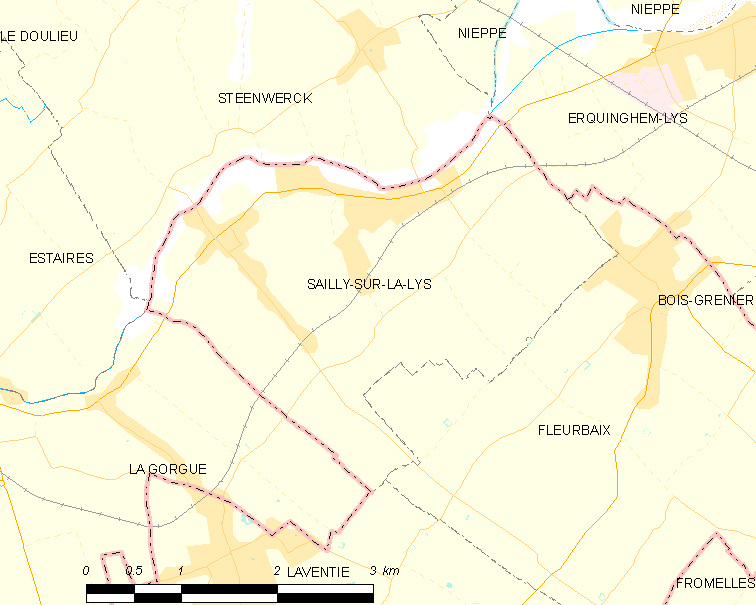
利斯河畔萨伊的OSM定位图

## 行政
利斯河畔萨伊的邮政编码为62840，INSEE市镇编码为62736。

## 政治
利斯河畔萨伊所属的省级选区为伯夫里县。

## 人口

1962-2008年间利斯河畔萨伊人口变化图示

利斯河畔萨伊于2022年1月1日时的人口数量为3932人。